# Wolnoje (Kaliningrad, Osjorsk)
Wolnoje (russisch Вольное, deutsch Wollehlen) ist ein Ort in der russischen Oblast Kaliningrad. Er gehört zur kommunalen Selbstverwaltungseinheit Munizipalkreis Osjorsk im Rajon Osjorsk.

## Geographische Lage
Wolnoje liegt drei Kilometer südwestlich der Rajonstadt Osjorsk und ist von dort über die Kommunalstraße 27K-332 zu erreichen. Ein Bahnanschluss besteht nicht.

## Geschichte
Der Ort Wollehlen wurde schon vor 1863 nach Auerfluß (heute russisch: Meschduretschje) eingemeindet. Im Jahre 1907 zählte Wollehlen 63 Einwohner.
Im Januar 1945 wurde der Ort von der Roten Armee besetzt. Die neue Polnische Provisorische Regierung ging zunächst davon aus, dass er mit dem gesamten Kreis Darkehmen (Angerapp) unter ihre Verwaltung fallen würde. Im Potsdamer Abkommen (Artikel VI) von August 1945 wurde die neue sowjetisch-polnische Grenze aber unabhängig von den alten Kreisgrenzen anvisiert, wodurch der Ort unter sowjetische Verwaltung kam. Im November 1947 erhielt er den russischen Namen Wolnoje und wurde gleichzeitig dem Dorfsowjet Otradnowski selski Sowet in Rajon Osjorsk zugeordnet. Die polnische Umbenennung des Ortes in Żamajcie im Oktober 1949 wurde nicht mehr wirksam. 1963 gelangte Wolnoje in den neu gebildeten Lwowski selski Sowet. Von 2008 bis 2014 gehörte der Ort zur Landgemeinde Krasnojarskoje selskoje posselenije, von 2015 bis 2020 zum Stadtkreis Osjorsk und seither zum Munizipalkreis Osjorsk.

## Kirche
Die überwiegend evangelische Bevölkerung Wollehlens war bis 1945 in das Kirchspiel Darkehmen (1938–1946 Angerapp, seit 1946: Osjorsk) integriert. Es gehörte zum Kirchenkreis Darkehmen in der Kirchenprovinz Ostpreußen der Kirche der Altpreußischen Union. Die letzten deutschen Geistlichen waren die Pfarrer Johannes Gemmel und Helmut Passauer.
Während der Zeit der Sowjetunion brach alles kirchliche Leben aufgrund staatlichen Verbots ein. Erst in den 1990er Jahren bildeten sich in der Oblast Kaliningrad neue evangelische Gemeinden. Wolnoje gehört zur Kirchenregion der Salzburger Kirche in Gussew (Gumbinnen) innerhalb der Propstei Kaliningrad der Evangelisch-Lutherischen Kirche Europäisches Russland (ELKER).